# Revaberget
Revaberget är ett naturreservat i Ragunda kommun i Jämtlands län. En mindre del om 3 hektar ligger i Sundsvalls kommun och Västernorrlands län, beskriven i Revaberget södra.
Området är naturskyddat sedan 2018 och är 96 hektar stort. Reservatet ligger vid västra sidan av Indalsälven och består av kalkbarrskog med stort inslag av lövträd samt tidigare hagmark nu täckt av lövskog.